# Hovhannes Hovhannisyan
Hovhannés Hovhannisián (en armenio: Հովհաննես Հովհաննիսյան; Vagharshapat (actual Echmiadzin), 26 de abril-Ereván, 29 de septiembre de 1929) fue un poeta, lingüista, traductor y educador soviético de etnia armenia, figura clave del movimiento literario Ashkharabar (armenio moderno) y promotor de la alfabetización en Armenia. Es considerado el fundador de la poesía clásica armenia.

## Biografía
Hovhannisyan nació en el seno de una familia campesina en Vagharshapat, posteriormente dentro de la Gobernación de Ereván del Imperio ruso. Asistió a una escuela parroquial armenia, y posteriormente viajó a Moscú, en donde estudió en el Instituto de Lenguas Lazaryan (1877–1883) y en la Universidad Estatal de Moscú (1884-1888).

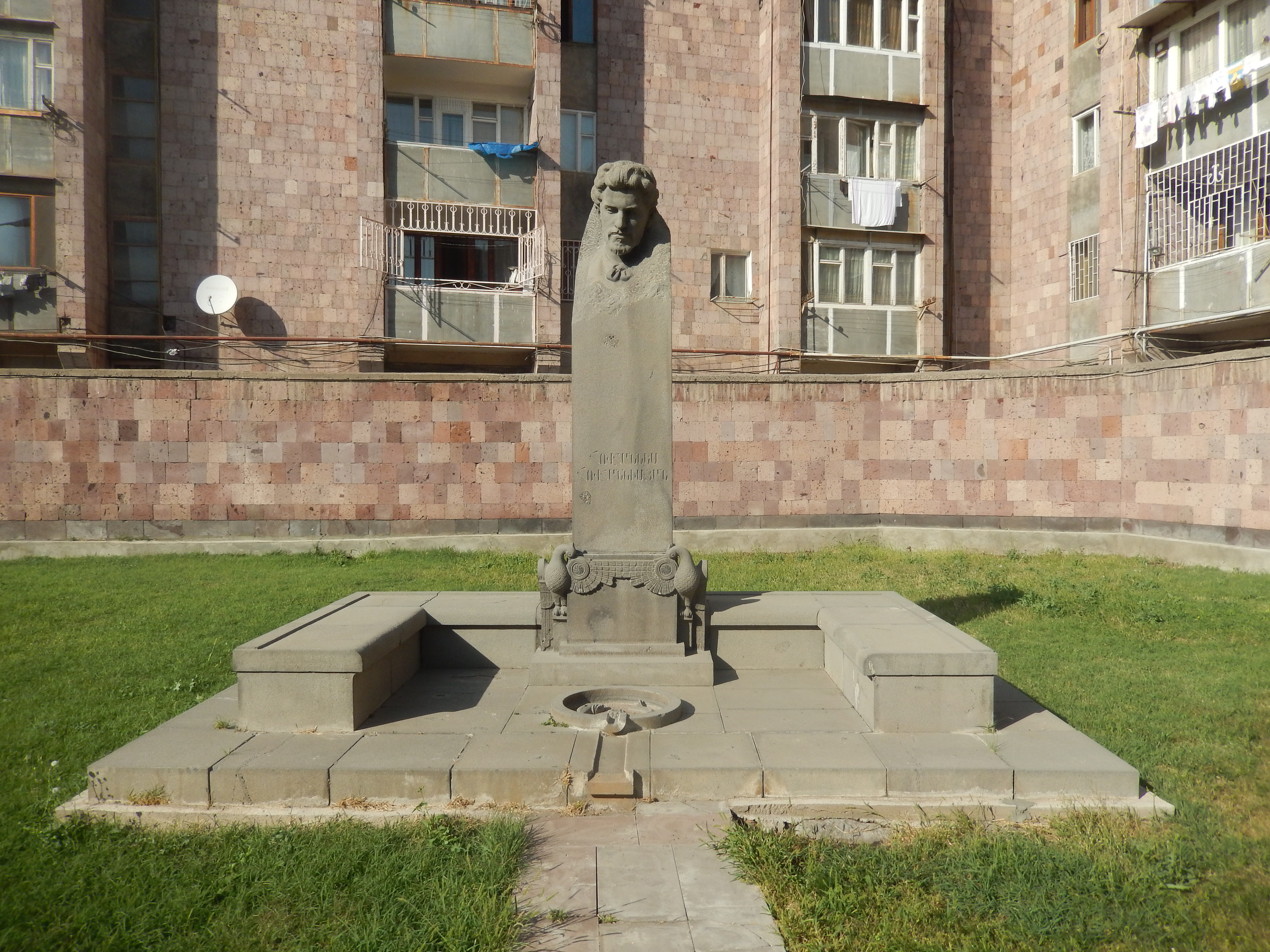
Busto de Hovhannes Hovahnnisyan en el patio del museo nombrado en su honor.

En 1989, visitó numerosos países de Europa, incluyendo Constantinopla, Londres, París y Viena. Hovhannisyan Regresó a Vagharshapat y comenzó su carrera docente en el Seminario Gevorkian, dando clases de lengu y literatura griega y rusa. Impartió clases hasta 1912.
Hovhannisyan enriqueció enormemente el idioma armenio moderno a través de sus propias obras y de sus traducciones. Junto con el escritor ruso Valeri Briúsov, se convirtieron en las primeras personas en traducir antiguos manuscritos armenios del armenio antiguo al moderno. También tradujo obras de escritores clásicos y contemporáneos como Homero, Shakespeare, Goethe, Hugo, Ibsen, Nekrásov, Pushkin, y Schiller.
Fue partidario de la Revolución rusa de 1917 y el posterior surgimiento de la Unión Soviética. En 1922, colaboró con el Consejo de Comisarios del Pueblo, siendo parte de la creación de la República Socialista Soviética de Armenia.
Falleció 1929 en Ereván, a la edad de 65 años. Fue sepultado en el antiguo cementerio de Mkher cementerio en la ciudad, que pronto pasó a ser el Panteón Komitas, el lugar de descanso para gran parte de las eminencias culturales más destacadas de Armenia.

## Legado
En 1948, su hija estableció el Museo Hovhannes Hovhannisyan en la casa en donde éste nació en Vagharshapat, cerca la Catedral Santa Madre de Dios y la oficina del alcalde. En 2009, se reportó que el museo estaba en una situación ruinosa, pero la oficina del alcalde tiene las intenciones de reconstruir el edificio.

## Obras

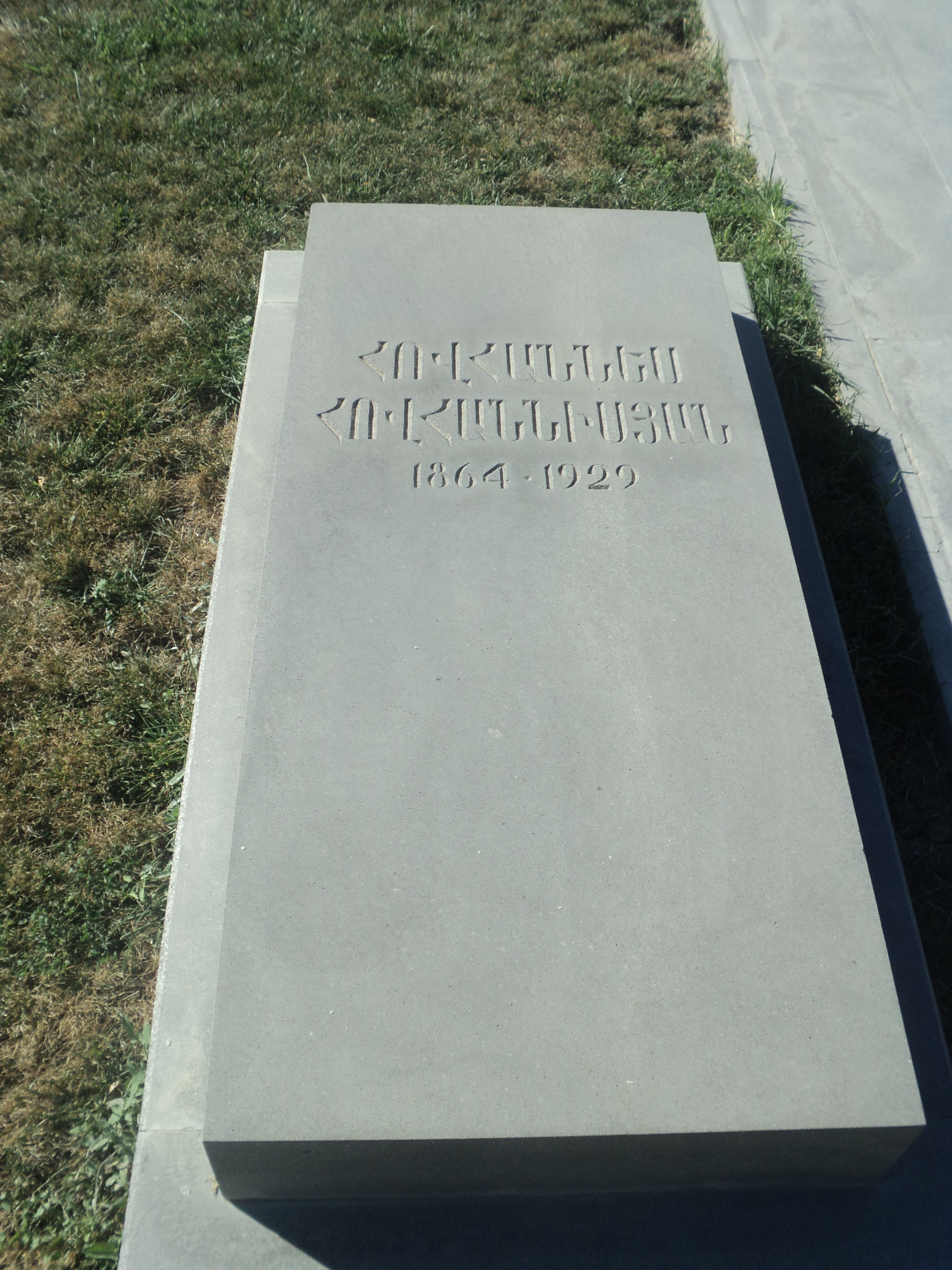
Tumba de Hovhannisyan

En 1883, Hovhannisyan publicó su primer poema llamado Primavera. Entre sus temáticas incluían tanto el amor y la naturaleza como la tragedia y la dura vida de los campesinos armenios. Finalmente publicó tres volúmenes de sus obras en los años 1887, 1908 y 1912.

### Poesía
- Primavera («Աղբյուր»), 1883
- Oh, dame un dulce sueño («Ա՜խ, տվեք ինձ քաղցր մի քուն»), 1884
- Poemas («Բանաստեղծություններ»), 1887
- ¡Mal, alma mía, en vano de mi ángel! («Իզուր է, հոգիս, իզուր, իմ հրեշտակ»), 1885
- Desearía ser un pequeño arroyo («Կուզեի լինել կարկաչուն վտակ»), 1888
- Dos rutas («Երկու ճանապարհ»), 1883
- Estamos contentos con el sol de la primavera («Մնաք բարով, արև, գարուն»), 1887
- Ashugh («Աշուղ»)  1887
- El pueblo del tiempo («Գյուղի ժամը»), 1886
- Grano («Հատիկ»), 1886
- Aras vino de vuelta («Արազն եկավ լափին տալով»), 1887
- La gran montaña de Alagyaz («Ալագյազ բարձր սարին»), 1901
- ¿Has visto las colinas? («Տեսե՞լ ես արդյոք այն բլուրները»), 1880
- Madre («Մայրս»), 1896
- Tghmut («Տղմուտ»), 1887
- Nuevos santos («Նոր զարուն»), 1897
- Desde la guerra («Սարն ի վեր»), 1896
- El príncipe de Syunyats («Սյունյաց իշխանը»), 1887

### Ensayos
- Angustia («Սրտավազդ»), 1887
- El nacimiento de Vahagn («Վահագնի ծնունդը»), 1904
- La lampara del iluminador («Լուսավորչի կանթեղը»), 1904